# Maihueniopsis minuta
Maihueniopsis minuta es una especie fanerógama perteneciente a la familia Cactaceae. 

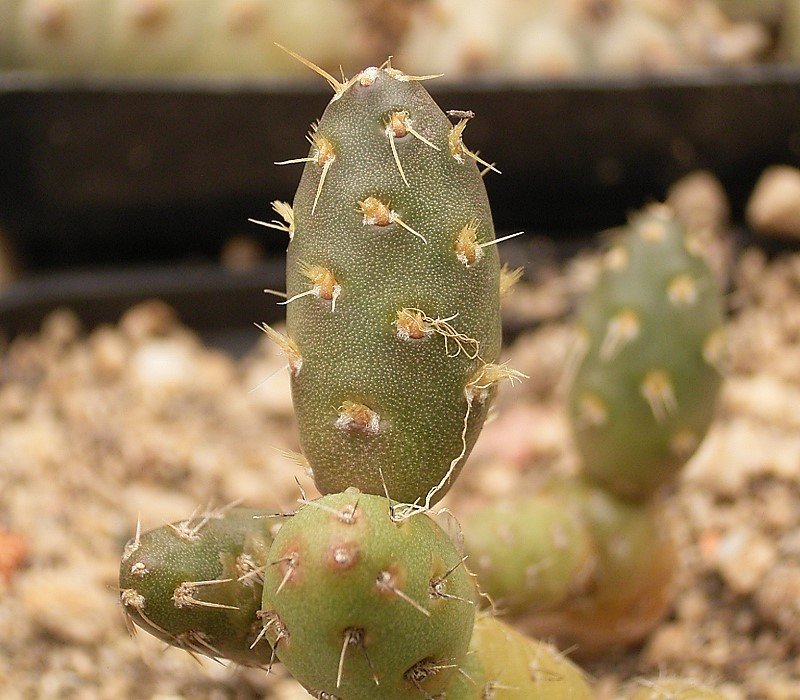
Vista de la planta

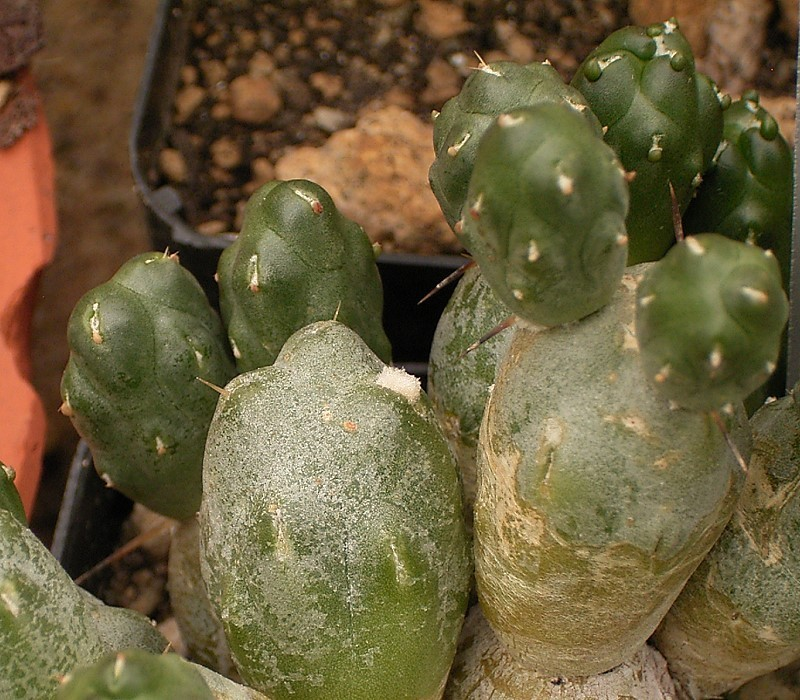
Detalle

## Distribución
Es endémica de Argentina, donde se encuentra en Catamarca y Salta, en elevaciones de 1800 a 3000 m s. n. m. Maihueniopsis minuta tiene un pequeño hábitat (la extensión de su presencia es de aproximadamente 4.200 k²). Sólo se sabe de dos subpoblaciones separadas, es decir, dos lugares, uno de ellos se ve muy afectado por la recolección ilegal. Esto ha causado el agotamiento de la subpoblación y una continua disminución inferida en individuos maduros. Es probable que la presión no cesará en el futuro cercano. Además, la especie no se encuentra en un área protegida. Por lo tanto, está catalogada como en peligro de extinción.

## Descripción
Maihueniopsis minuta tiene un crecimiento pequeño y compacto, ramificada y, a menudo parcialmente enterrada en el suelo. La punta es cónica, aunque a veces en forma de huevo,  a menudo teñidas de con un tamaño de hasta 2,5 centímetros de largo. Los pequeñas, y muy juntas areolas están hundidas y las espinas generalmente ausentes. A veces, con una o dos erizadas, de repente con espinas recurvadas de 7-12 mm de longitud. Las flores son amarillas, tienen una longitud de hasta 4,5 centímetros y un diámetro de 3,5 centímetros. Los carnosos frutos son secos por dentro.

## Taxonomía
Maihueniopsis minuta fue descrita por (Backeb.) R.Kiesling y publicado en Darwiniana 25(1–4) 204, f. 11d 1984.
Etimología
Maihueniopsis: nombre genérico que deriva de la  palabra griega: opsis, "similar", refiriéndose a su parecido con  Maihuenia.
minuta: epíteto latíno que significa "pequeña, diminuta"
Sinonimia
- Opuntia minuta (Backeb.) A. Cast.
- Tephrocactus mandragora Backeb.
- Tephrocactus minutus Backeb.[4]
- Opuntia mandragora
- Maiheniopsis mandragora